# Mistrzostwa Polski w kolarstwie torowym – wyścig indywidualny na dochodzenie mężczyzn
Mistrzostwa Polski w kolarstwie torowym w konkurencji wyścigu indywidualnego na dochodzenie mężczyzn odbywają się od 1949 na dystansie 4000 metrów.

## Medaliści

### Mężczyźni
| Rok  | Złoto               | Srebro                 | Brąz                               |
| 1949 | Jerzy Bek           | Aleksander Marchwiński | Teofil Sałyga                      |
| 1950 | Wacław Wójcik       | Jerzy Bek              | Teofil Sałyga Lucjan Pietraszewski |
| 1951 | Jerzy Bek           | Aleksander Marchwiński | Stefan Borucz                      |
| 1952 | Stefan Borucz       | Tadeusz Drążkowski     | Jerzy Bek                          |
| 1953 | Jerzy Płodziszewski | Józef Grundmann        | Krzysztof Jamroz                   |
| 1954 | Józef Grundmann     | Jerzy Bek              | Otto Wasiuczyński                  |
| 1955 | Mieczysław Ulik     | Jerzy Bek              | Jerzy Płodziszewski                |
| 1956 | Jerzy Bek           | Zbigniew Mąkowski      | Krzysztof Jamroz                   |
| 1957 | Zbigniew Mąkowski   | Krzysztof Jamroz       | Jerzy Bek                          |
| 1958 | Lucjan Józefowicz   | Mariusz Religa         | Stefan Borucz                      |
| 1959 | Mariusz Religa      | Zbigniew Mąkowski      | Marian Hałuszczak                  |
| 1960 | Lucjan Józefowicz   | Stefan Borucz          | Jerzy Landsberg                    |
| 1961 | Lucjan Józefowicz   | Jan Magiera            | Wacław Latocha                     |
| 1962 | Lucjan Józefowicz   | Wacław Latocha         | Roman Chtiej                       |
| 1963 | Rajmund Zieliński   | Lucjan Józefowicz      | Wacław Latocha                     |
| 1964 | Lucjan Józefowicz   | Rajmund Zieliński      | Jan Magiera                        |
| 1965 | Rajmund Zieliński   | Wacław Latocha         | Lucjan Józefowicz                  |
| 1966 | Rajmund Zieliński   | Jan Magiera            | Marian Kegel                       |
| 1967 | Rajmund Zieliński   | Wojciech Matusiak      | Jerzy Kowalczyk                    |
| 1968 | Rajmund Zieliński   | Wojciech Matusiak      | Krzysztof Stec                     |
| 1969 | Rajmund Zieliński   | Wacław Latocha         | Zbigniew Górski                    |
| 1970 | Mieczysław Nowicki  | Rajmund Zieliński      | Jerzy Głowacki                     |
| 1971 | Jerzy Głowacki      | Bernard Kręczyński     | Mieczysław Nowicki                 |
| 1972 | Mieczysław Nowicki  | Tadeusz Mytnik         | Jerzy Głowacki                     |
| 1973 | Tadeusz Mytnik      | Ryszard Kozioł         | Jerzy Głowacki                     |
| 1974 | Czesław Lang        | Jan Jankiewicz         | Zbigniew Szczepkowski              |
| 1975 | Jan Jankiewicz      | Czesław Lang           | Jan Faltyn                         |
| 1976 | Jan Jankiewicz      | Czesław Lang           | Krzysztof Sujka                    |
| 1977 | Jan Jankiewicz      | Krzysztof Sujka        | Czesław Lang                       |
| 1978 | Jan Jankiewicz      | Zbigniew Szczepkowski  | Zbigniew Woźnicki                  |
| 1979 | Jan Jankiewicz      | Stanisław Kirpsza      | Czesław Lang                       |
| 1980 | Jan Jankiewicz      | Zbigniew Szczepkowski  | Zbigniew Woźnicki                  |
| 1981 | Jan Jankiewicz      | Ryszard Dawidowicz     | Andrzej Pajor                      |
| 1982 | Ryszard Dawidowicz  | Andrzej Sikorski       | Zbigniew Szczepkowski              |
| 1983 | Andrzej Sikorski    | Ryszard Dawidowicz     | Jan Jankiewicz                     |
| 1984 | Ryszard Dawidowicz  | Marian Turowski        | Andrzej Sikorski                   |
| 1985 | Leszek Stępniewski  | Marian Turowski        | Andrzej Sikorski                   |
| 1986 | Andrzej Sikorski    | Marian Turowski        | Krzysztof Opala                    |
| 1987 | Marian Turowski     | Andrzej Sikorski       | Ryszard Dawidowicz                 |
| 1988 | Ryszard Dawidowicz  | Andrzej Sikorski       | Grzegorz Korczyński                |
| 1989 | Andrzej Sikorski    | Henryk Kołaczek        | Wojciech Pawlak                    |
| 1990 | Ryszard Dawidowicz  | Andrzej Sikorski       | Jan Magosz                         |
| 1991 | Ryszard Dawidowicz  | Andrzej Sikorski       | Jan Magosz                         |
| 1992 | Robert Karśnicki    | Ryszard Dawidowicz     | Andrzej Sikorski                   |
| 1993 | Robert Karśnicki    | Ryszard Dawidowicz     | Andrzej Sikorski                   |
| 1994 | Robert Karśnicki    | Jarosław Rębiewski     | Sebastian Gołąb                    |
| 1995 | Robert Karśnicki    | Jarosław Rębiewski     | Ryszard Dawidowicz                 |
| 1996 | Robert Karśnicki    | Jarosław Rębiewski     | Ryszard Dawidowicz                 |
| 1997 | Robert Karśnicki    | Jarosław Rębiewski     | Marek Tylski                       |
| 1998 | Robert Karśnicki    | Jarosław Rębiewski     | Marcin Piasecki                    |
| 1999 | Robert Karśnicki    | Jarosław Rębiewski     | Paweł Zugaj                        |
| 2000 | Robert Karśnicki    | Jarosław Rębiewski     | Sławomir Pasterski                 |
| 2001 | Robert Karśnicki    | Szymon Kurdynowski     | Jacek Walczak                      |
| 2002 | Robert Karśnicki    | Paweł Zugaj            | Przemysław Tokarski                |
| 2003 | Mateusz Taciak      | Przemysław Pietrzak    | Przemysław Tokarski                |
| 2004 | Wojciech Ziółkowski | Krzysztof Ciesielski   | Przemysław Tokarski                |
| 2005 | Rafał Ratajczyk     | Jakub Średziński       | Radosław Wasilewski                |
| 2006 | Rafał Ratajczyk     | Wojciech Ziółkowski    | Paweł Mikulicz                     |
| 2007 | Rafał Ratajczyk     | Dawid Głowacki         | Błażej Janiaczyk                   |
| 2008 | Tomasz Krysztofik   | Dawid Głowacki         | Paweł Brylowski                    |
| 2009 | Rafał Ratajczyk     | Piotr Kasperkiewicz    | Grzegorz Stępniak                  |
| 2010 | Paweł Brylowski     | Dawid Głowacki         | Rafał Ratajczyk                    |
| 2011 | Rafał Ratajczyk     | Mateusz Nowak          | Dawid Głowacki                     |
| 2012 | Andrzej Bartkiewicz | Mateusz Nowak          | Paweł Brylowski                    |
| 2013 | Andrzej Bartkiewicz | Adam Stachowiak        | Adrian Tekliński                   |
| 2014 | Andrzej Bartkiewicz | Adrian Tekliński       | Mateusz Nowak                      |
| 2015 | Daniel Staniszewski | Mateusz Nowaczek       | Andrzej Bartkiewicz                |
| 2016 | Adrian Tekliński    | Daniel Staniszewski    | Mateusz Nowaczek                   |
| 2017 | Daniel Staniszewski | Bartosz Rudyk          | Szymon Krawczyk                    |
| 2018 | Szymon Krawczyk     | Adrian Kaiser          | Filip Maciejuk                     |
| 2019 | Wojciech Ziółkowski | Damian Sławek          | Filip Prokopyszyn                  |
| 2020 | Daniel Staniszewski | Szymon Krawczyk        | Damian Sławek                      |
| 2021 | Bartosz Rudyk       | Alan Banaszek          | Damian Sławek                      |
| 2022 | Kacper Majewski     | Adam Woźniak           | Damian Sławek                      |
| 2023 | Adam Woźniak        | Kacper Majewski        | Konrad Waliniak                    |
| 2024 | Adam Woźniak        | Szymon Wiśniewski      | Kacper Majewski                    |